# Сан Кашано (Пиза)
Сан Кашано је насеље у Италији у округу Пиза, региону Тоскана.
Према процени из 2011. у насељу је живело 248 становника. Насеље се налази на надморској висини од 7 м.